# Tara Meister

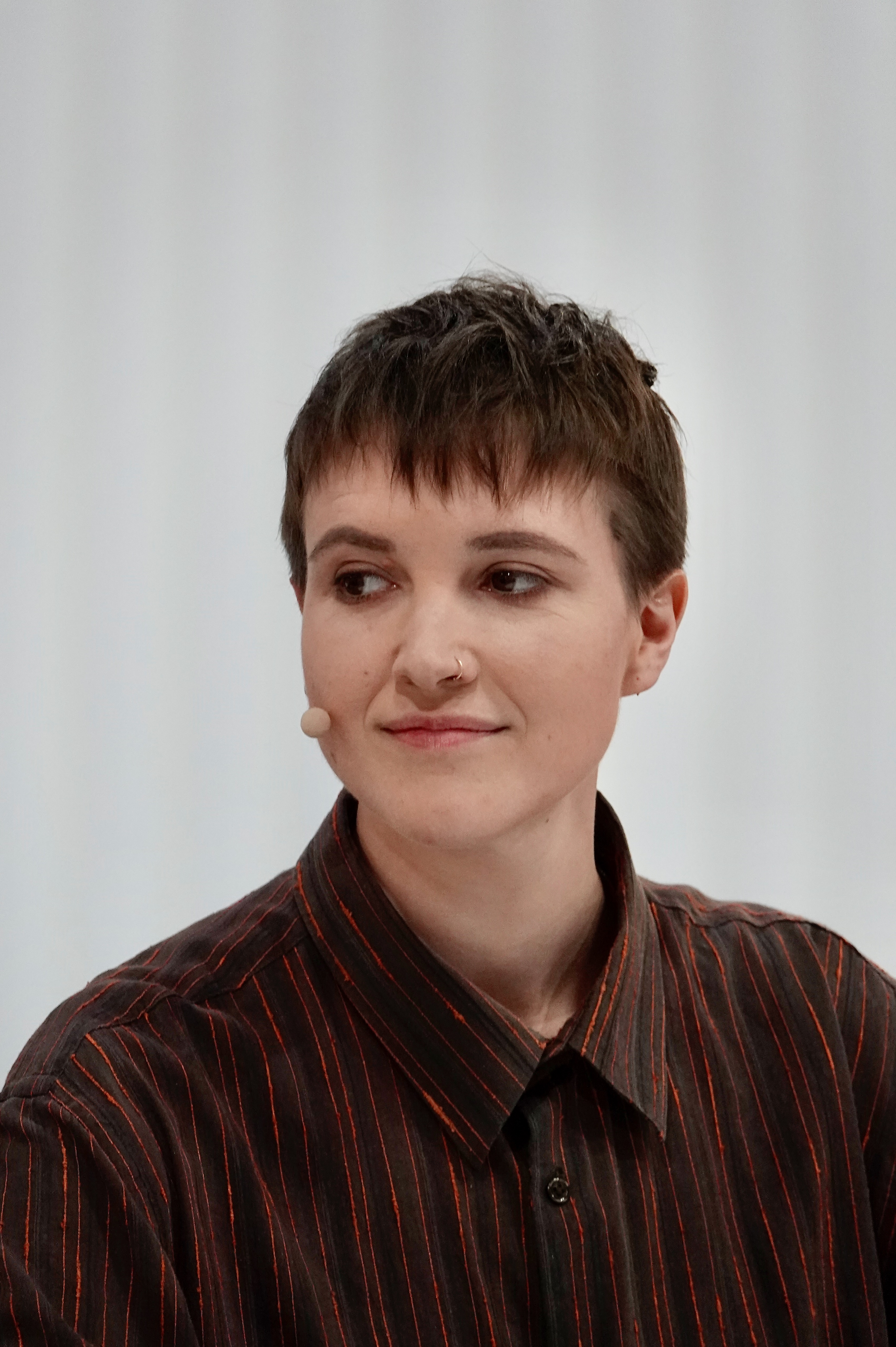
Tara Meister beim Ingeborg Bachmann-Preis 2025

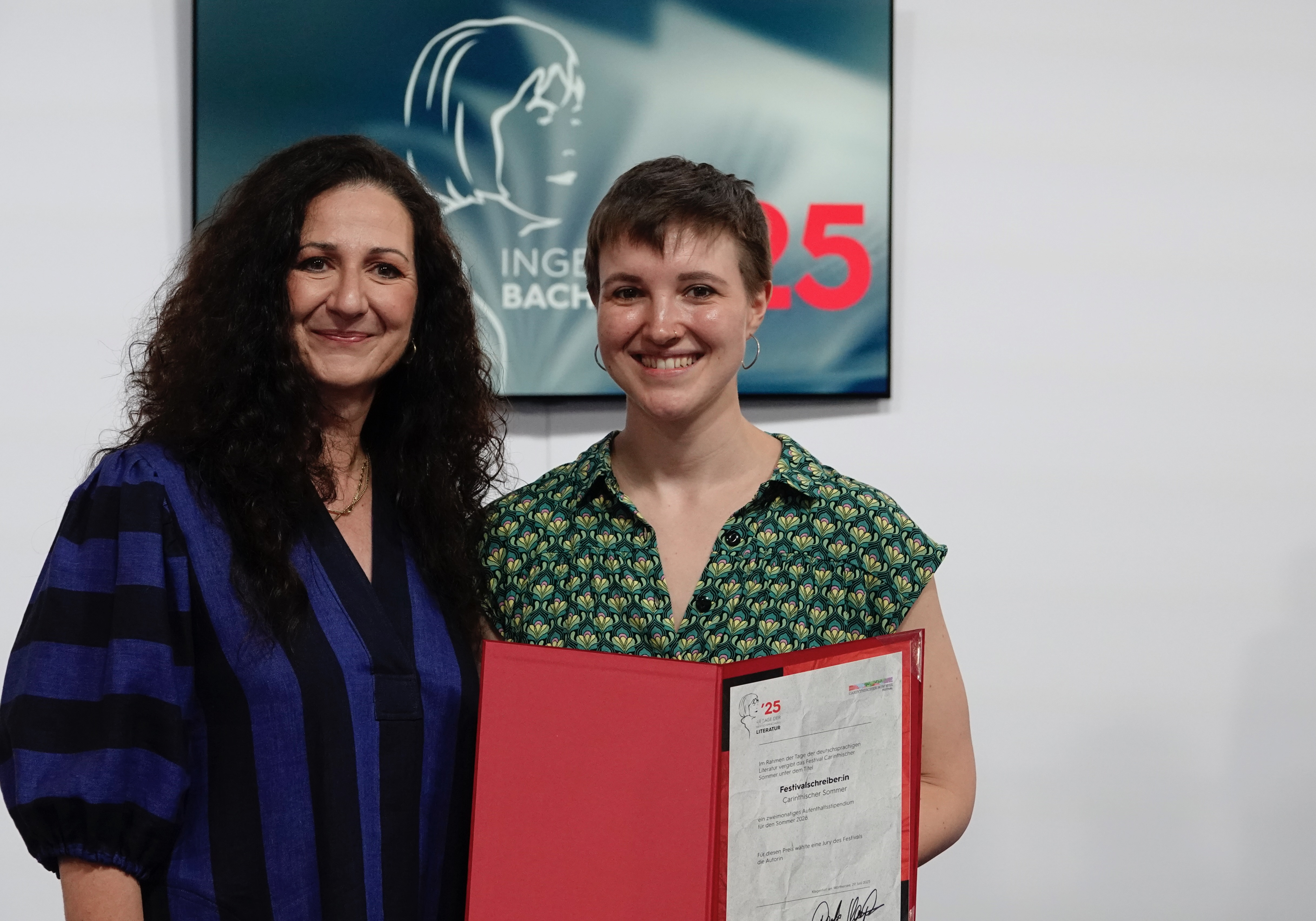
Tara Meister bei der Verleihung des Stipendiums als Festivalschreiberin Carinthischer Sommer

Tara C. Meister (* 1997) ist eine österreichische Ärztin und Autorin.

## Leben
Tara Meister ist in Kärnten aufgewachsen. Sie studierte Humanmedizin an der Medizinischen Universität Wien und später Literarisches Schreiben am Deutschen Literaturinstitut Leipzig.
Ihre Texte wurden in diversen Literaturzeitschriften (Lichtungen, perspektive, kolik etc.) und Anthologien veröffentlicht und mehrfach ausgezeichnet. 2021 erhielt sie den Dramatikerinnenpreis der neuen bühne villach. 2022 stand sie auf der Shortlist für den Wortmeldungen Förderpreis und wurde mit dem Erostepost Literaturpreis, sowie dem Förderpreis für Literatur des Landes Kärnten ausgezeichnet. Im Februar 2023 wurde ihr Theaterdebüt „fast Land“ wurde uraufgeführt, im Herbst 2023 ist ihre Textsammlung „geschafft, Sonne“ in der edition spoken script bei Gesunder Menschenversand erschienen. Ihr Debütroman „PROBEN“ erschien 2024 im Residenz Verlag. 2025 ist sie Stipendiatin am Literarischen Colloquium Berlin. Sie erhielt das Lyrikstipendium des Landes Kärnten (2023) und das Dramatikstipendium des Österreichischen Bundesministerium (2024).
Tara Meister war zur Lesung beim Ingeborg-Bachmann-Preis 2025 eingeladen, wo sie mit dem Stipendium als Festivalschreiber:in Carinthischer Sommer ausgezeichnet wurde.

## Publikationen (Auswahl)

### Literarisch
- fast Land, Theaterstück. Thomas Sessler Verlag, Wien 2022.
- Walpurgisnacht, in Sag jetzt nichts, lass mich zu Ende reden! Neue ungehaltene Reden ungehaltener Frauen. S. Fischer Verlag, Frankfurt am Main 2023. ISBN 978-3-10-397524-6.
- geschafft, Sonne, Textsammlung. Gesunder Menschenversand edition spoken script, Luzern 2023, ISBN 978-3-03853-143-2.
- Proben, Roman. Residenz Verlag, Wien 2024, ISBN 978-3-7017-1784-2.
- Was Undine weckte, in Ich bin VIELE! Neue ungehaltene Reden ungehaltener Frauen. S. Fischer Verlag, Frankfurt am Main 2025. ISBN 978-3-596-71208-3.

### Wissenschaftlich
- Tara Meister, Philipp Foessleitner, Georg Breuer, Franziska M. Winder, Martine Favero, Margareta Friemann, Benedict Krischer, Martin Weiss, Karin Windsperger: The impact of gender on the self-confidence of practical and surgical skills among OBGYN residents: a trinational survey. In: Archives of Gynecology and Obstetrics. Band 309, Nr. 6, 11. September 2023, ISSN 1432-0711, S. 2669–2679, doi:10.1007/s00404-023-07202-6, PMID 37695372, PMC 11147860 (freier Volltext) – (springer.com [abgerufen am 28. Juni 2025]).

## Auszeichnungen (Auswahl)
- 2021: Dramatikerinnenpreis der neuen bühne villach
- 2021: Finalistin der österreichischen Poetry-Slam-Meisterschaft
- 2021: Finalistin der deutschsprachigen Poetry-Slam-Meisterschaft
- 2022: Shortlist des Wortmeldungen Förderpreises
- 2022: Erostepost Literaturpreis
- 2022: Kärntner Förderpreis für Literatur
- 2024: Longlist FM4 Wortlautpreis
- 2025: Festivalschreiber:in Carinthischer Sommer beim Ingeborg-Bachmann-Preis 2025[14]